# Jardinage sans bêcher
Le jardinage sans bêcher, no-dig gardening en anglais, est une méthode de culture proposant de ne plus retourner le sol utilisée par certains jardiniers biologiques pour respecter les réseaux trophiques du sol.

## Origine
Les origines de la méthode ne sont pas clairement connues mais elle s'appuie sur des techniques agricoles préindustrielles. Masanobu Fukuoka, précurseur du mouvement de la permaculture (1913-2008), est un pionnier dans le domaine. Parmi ces pionniers figurent aussi Frederic Charles King, auteur du livre Is Digging Necessary? en 1946 et A. Guest, auteur de Gardening Without Digging en 1948. Le jardinage sans bêcher a également été promu par l'australienne Esther Deans et l'américaine Ruth Stout dans les années 1950 à 1970.

## Historique
Historiquement, les labours permettent d'éliminer les mauvaises herbes, d'ameublir et d'aérer le sol et d'incorporer des matières organiques telles que le compost ou le fumier dans les couches inférieures du sol. Dans les zones à sol mince et à forte érosion, il existe de solides arguments contre le bêchage, qui peut être préjudiciable à long terme au réseau trophique de la couche arable. Bien que le bêchage soit un moyen efficace d'éliminer les racines des mauvaises herbes vivaces, des graines enterrées depuis plusieurs décennies remontent à la surface et germent. Le fait d'aérer le sol augmente également le taux de décomposition et réduit la matière organique du sol. Le creusage peut également endommager la structure du sol, provoquer un compactage et déséquilibrer les interactions symbiotiques de la vie souterraine. Le bêchage a tendance à déplacer les nutriments, enterrant la matière organique de surface plus profondément, là où il y a moins d'oxygène pour sa décomposition en nutriments pour les plantes.

## Méthodes
Les méthodes sans creusage laissent la nature préparer le sol. Les plantes transfèrent une partie de l'énergie de carbone[pas clair] qu'elles produisent au sol, et les microbes, qui profitent de cette énergie, convertissent à leur tour les substances organiques disponibles dans le sol en composants minéraux dont les plantes ont besoin pour prospérer. 
La matière organique telle que du fumier bien décomposé, du compost, de la moisissure de feuilles, de la vieille paille, etc., est ajoutée directement à la surface du sol sous forme de paillis d'au moins 5 à 15 centimètres. Cet amendement est incorporé par les actions des vers, des insectes et des microbes. Les vers et d'autres formes de vie aident également à construire la structure du sol, leurs tunnels assurant l'aération et le drainage, et leurs excrétions lient les miettes de sol. Cette biosphère naturelle maintient des conditions saines dans les couches supérieurs du sol où les racines des plantes annuelles se développent. Des praticiens tels que Charles Dowding (de) affirment que les systèmes sans creusage limitent les parasites et les maladies. L'humidité est également retenue plus efficacement sous le paillis qu'à la surface de la terre nue, ce qui permet une percolation plus lente et moins de lessivage des nutriments.
Une autre méthode sans creuser est le jardinage en lasagnes, dans lequel une zone de jardin est recouverte de papier ou de carton humidifié, de compost et recouverte de paillis.
Un système sans bêcher est également moins fatigant. Il s'agit d'un processus à long terme, mais qui dépend de l'abondance de matière organique pour fournir du paillis. Il est également utile d'éliminer au préalable les racines de mauvaises herbes vivaces de la zone, bien que leur tenue puisse être affaiblie en appliquant une couche en surface excluant la lumière, telle que de grandes feuilles de carton ou plusieurs épaisseurs de papier journal étalé avant d'ajouter le paillis de compost. Le papier journal ou le carton doit être détrempé pour l'aider à reposer à plat et l'empêcher de s'envoler jusqu'à ce que le matériau de recouvrement soit ajouté.